# Diecezja Molfetta-Ruvo-Giovinazzo-Terlizzi
Diecezja Molfetta-Ruvo-Giovinazzo-Terlizzi (wł. Diocesi di Molfetta-Ruvo-Giovinazzo-Terlizzi, łac. Dioecesis Melphictensis-Rubensis-Iuvenacensis-Terlitiensis) – diecezja Kościoła łacińskiego w południowych Włoszech, w metropolii Bari-Bitonto w Apulii. Wywodzi się od powstałej w XII wieku diecezji Molfetta. 4 marca 1836 została ona połączona z diecezją Giovinazzo e Terlizzi, zaś podczas ostatniej reformy administracyjnej włoskiego Kościoła w 1986 przyłączono do niej jeszcze diecezję Ruvo, wskutek czego uzyskała obecne granice i nazwę.